# Criț, Brașov
Criț, mai demult Cruce, Criș, Crișu, (în dialectul săsesc Detschkrets, Krets, în germană Deutsch-Kreuz, Kreuzdorf, Kreuz, în trad. "Cruce", în maghiară Szászkeresztúr, în trad. "Cristuru Săsesc") este un sat în comuna Bunești din județul Brașov, Transilvania, România.
În evul mediu a fost posesiune a Mănăstirii Cârța. Primele mențiuni documentare datează de la 1270-1272. 

## Biserica evanghelică fortificată

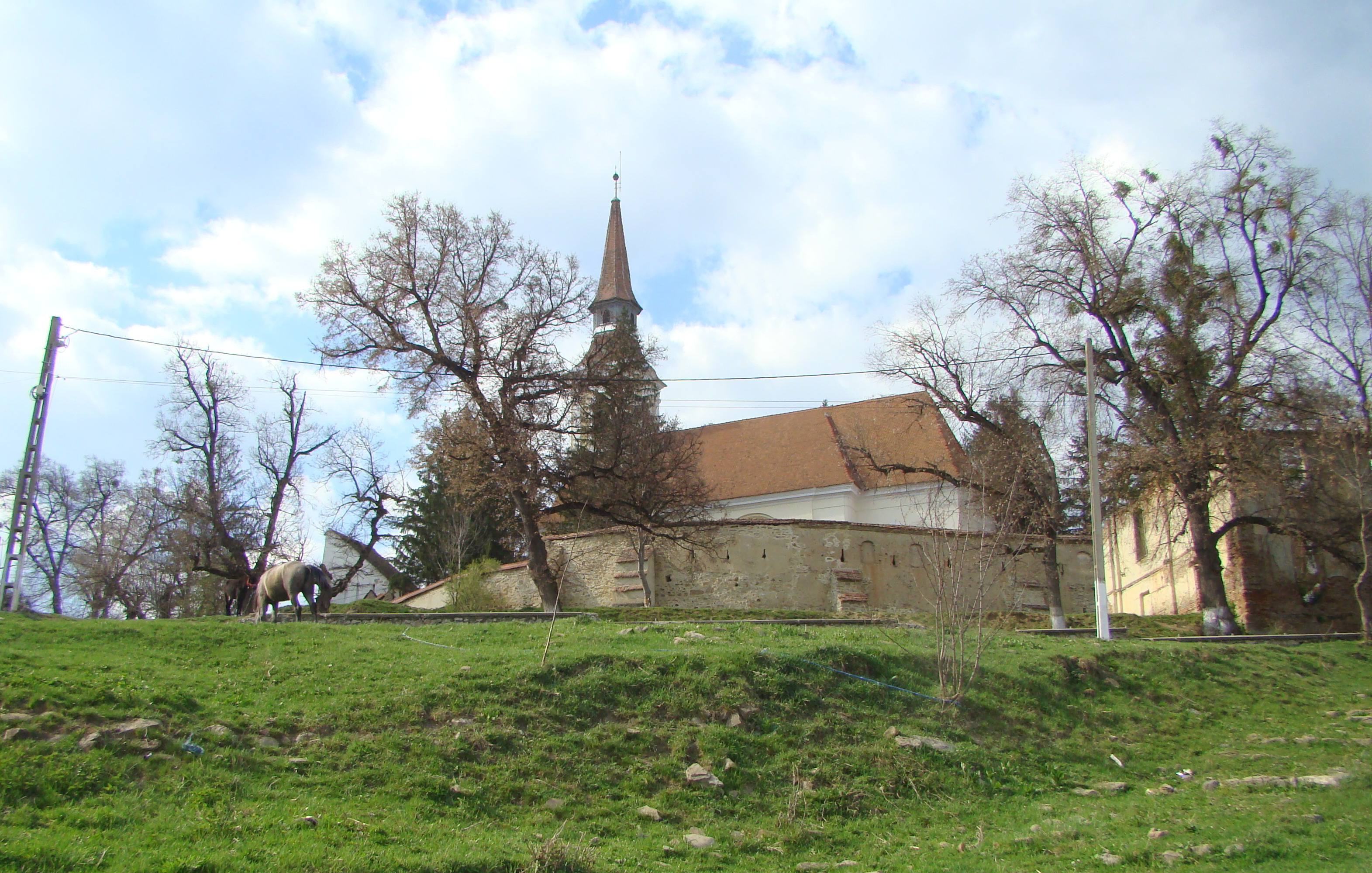
Biserica evanghelică fortificată (monument istoric)

Pe locul actualei biserici fortificate se găsea o biserică veche, din piatră, consemnată documentar pentru prima dată în 1270. Vechea biserică a fost demolată în 1810 și în 1814 a început construcția actualei biserici, în stil neoclasic.
În secolul al XV-lea a fost ridicat un zid de incintă cu contur oval neregulat. Se mai păstrează patru din cele cinci turnuri inițiale. În sec. al XIX-lea a fost demolat zidul interior, iar în 1909 au fost demolate parțial magaziile pentru provizii. În 1908 s-a practicat o poartă prin turnul de vest, pentru a permite trecerea dricului. De atunci încoace turnul se numește Leichenturm (turnul cadavrelor).
Turnul din sud, în care se găsea poarta principală, fusese prevăzut cu ghidaje pentru hersă. Acesta s-a năruit în 1925. În 1955 s-a năruit și turnul din nord, dar a fost reconstruit în 1957, cu două etaje.
În biserică se găsesc lăzi din 1666 și 1724. Băncile pictate datează din anul 1793. Pe clopote sunt inscripționați anii 1549 și 1551.

## Galerie imagini

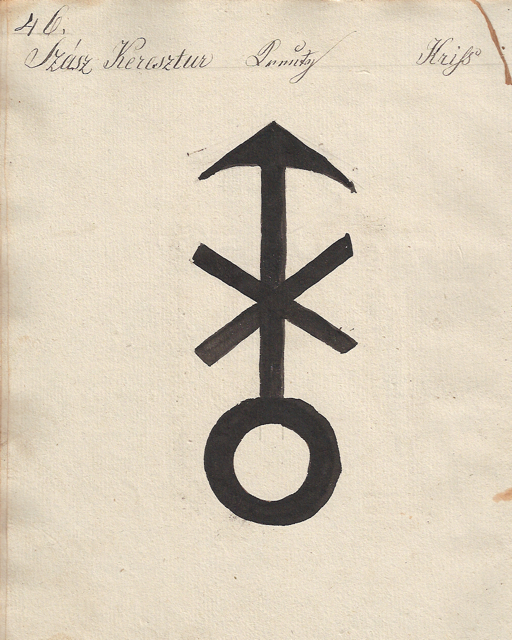
1826 - Danga pentru vitele din Criț
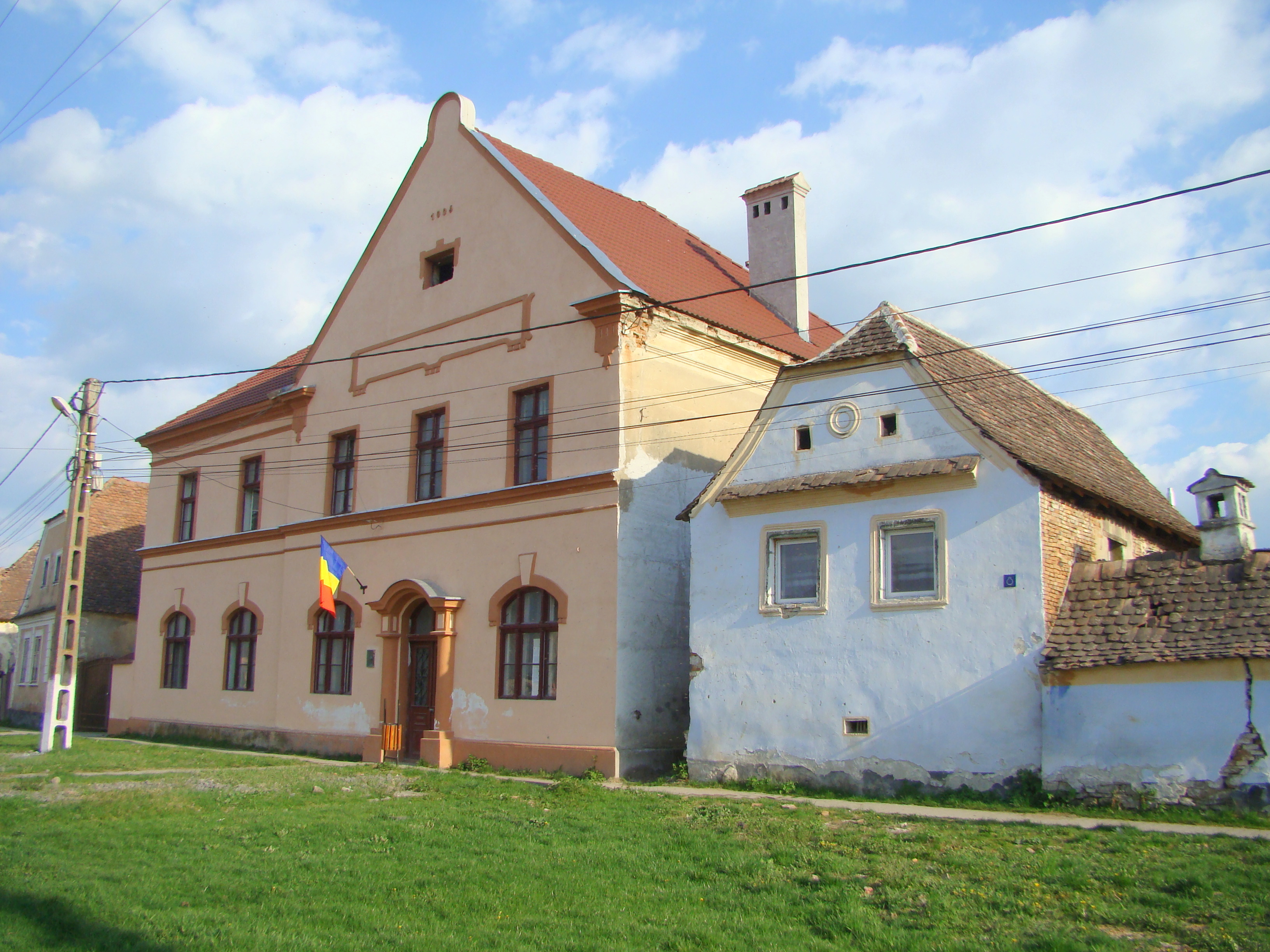
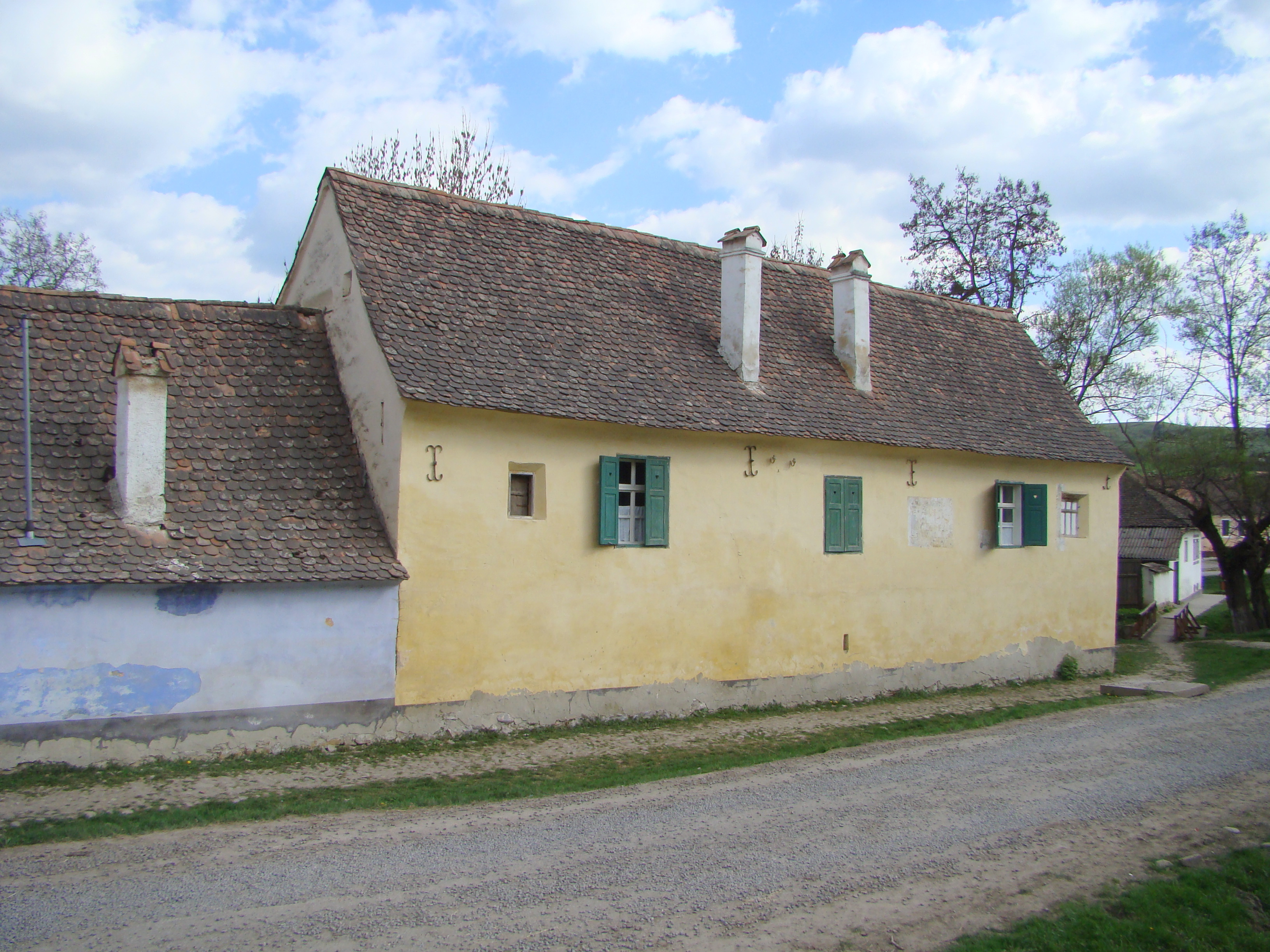
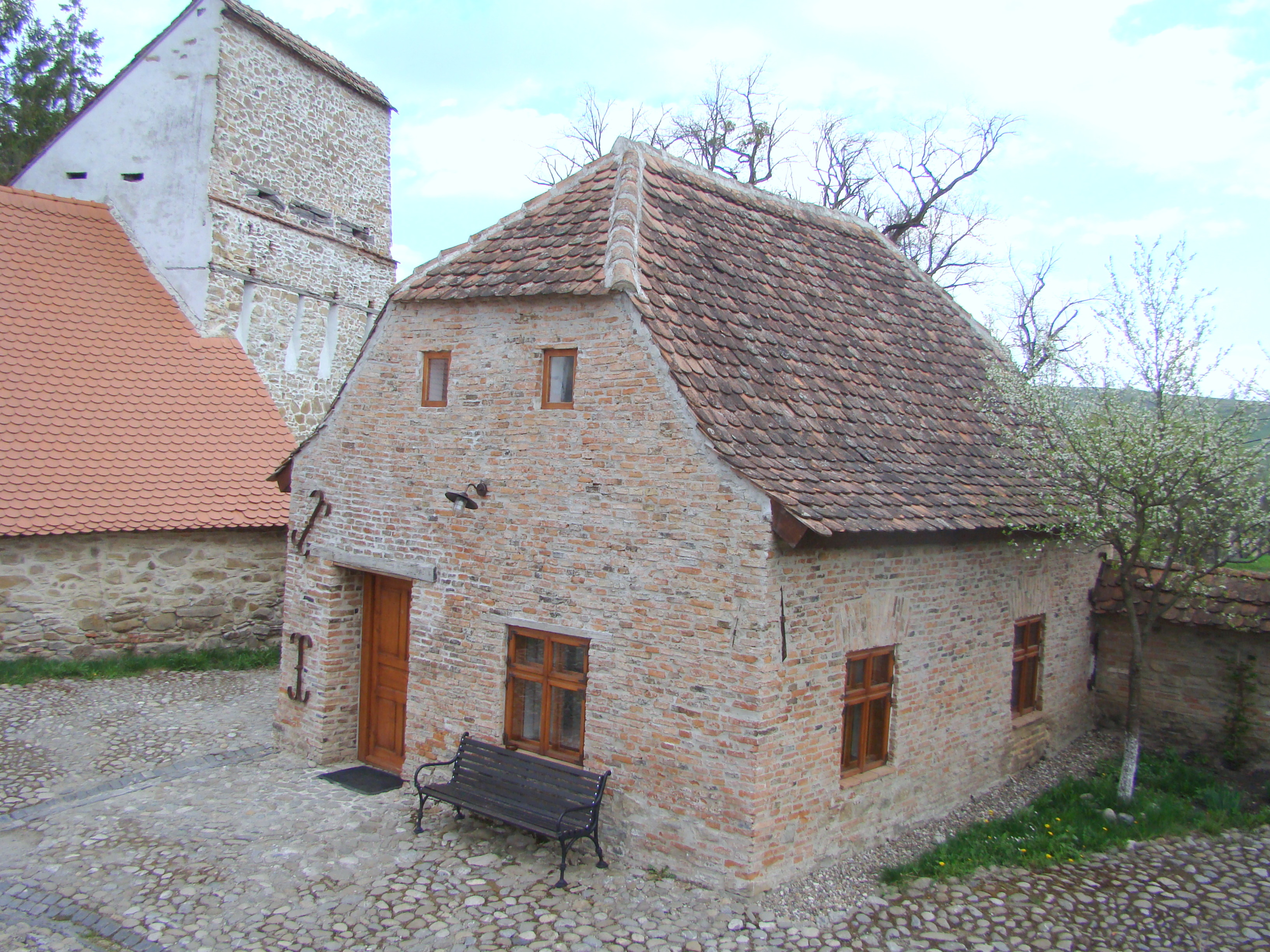
Biserica evanghelică fortificată (imagine din incintă)
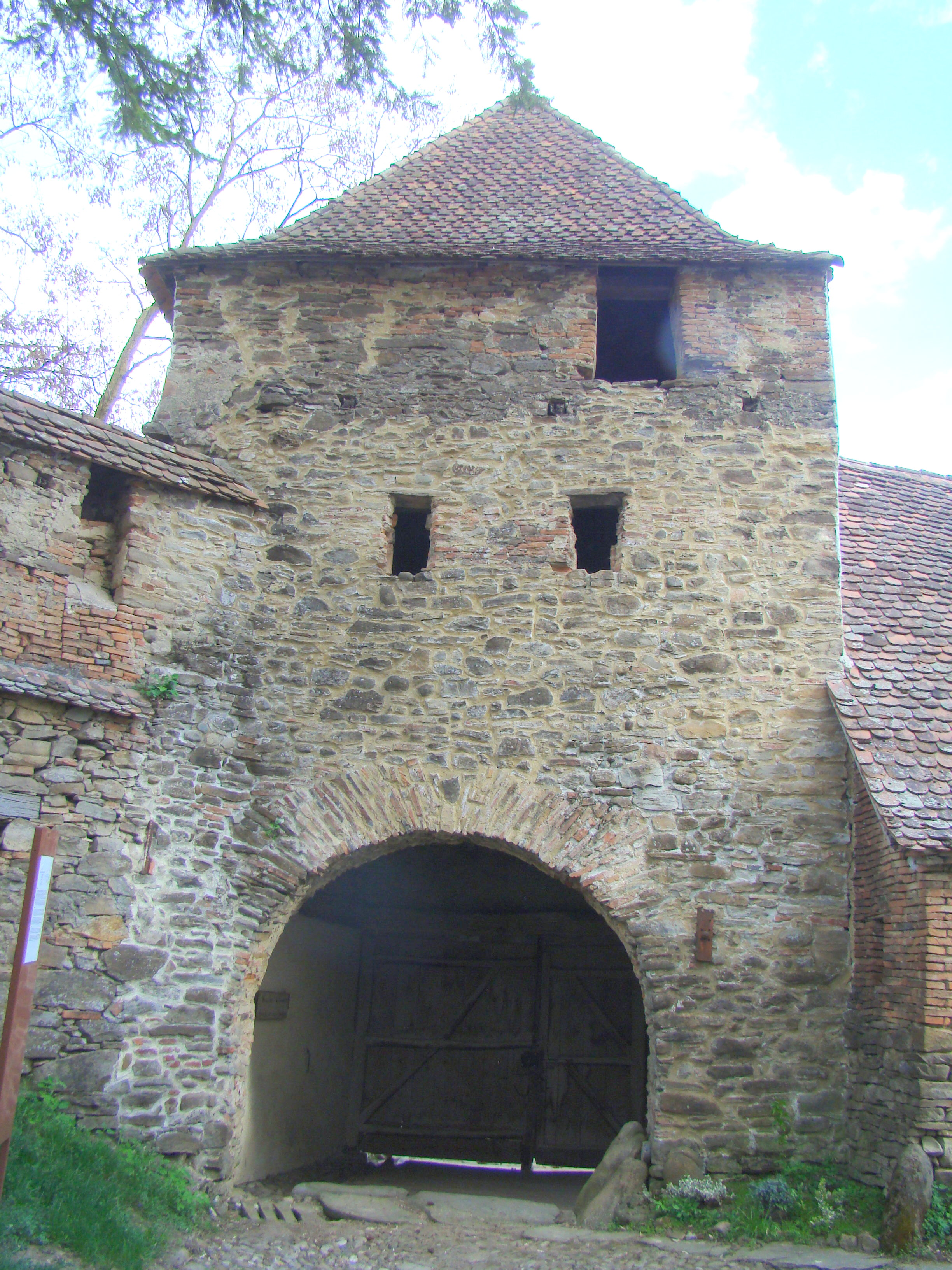
Biserica evanghelică (turn cu poartă)
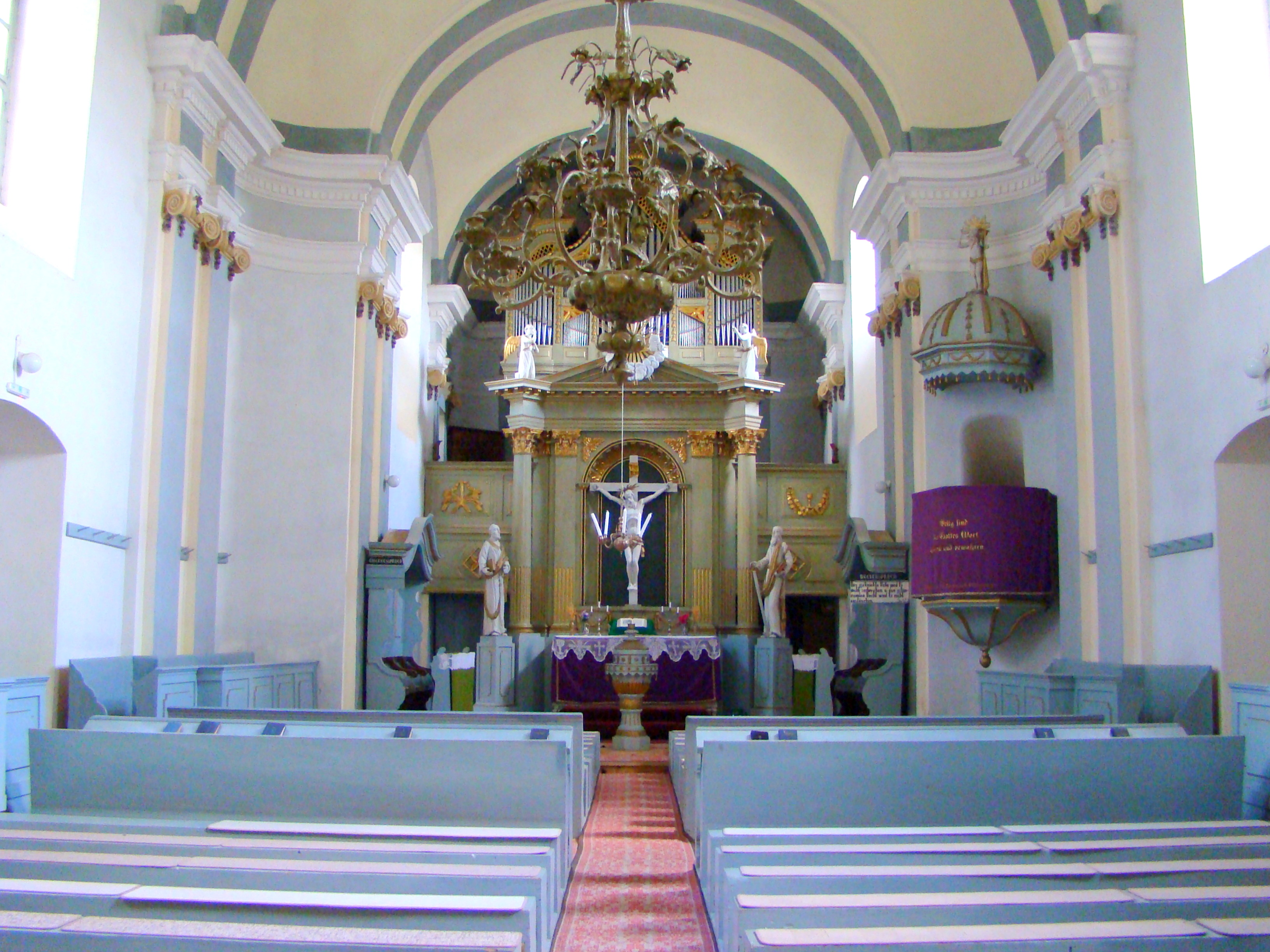
Biserica evanghelică (nava și altarul)
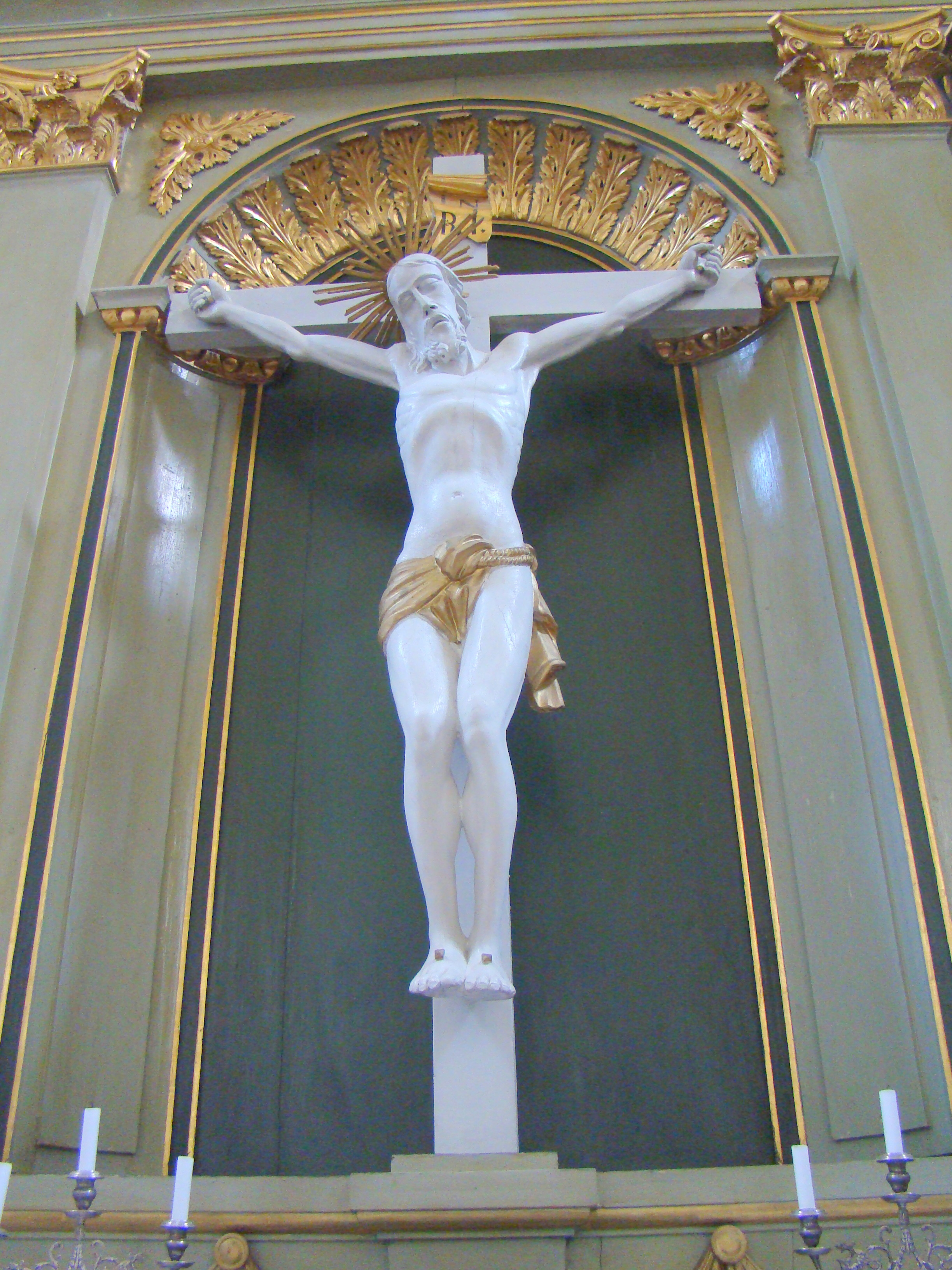
Biserica evanghelică (altarul)
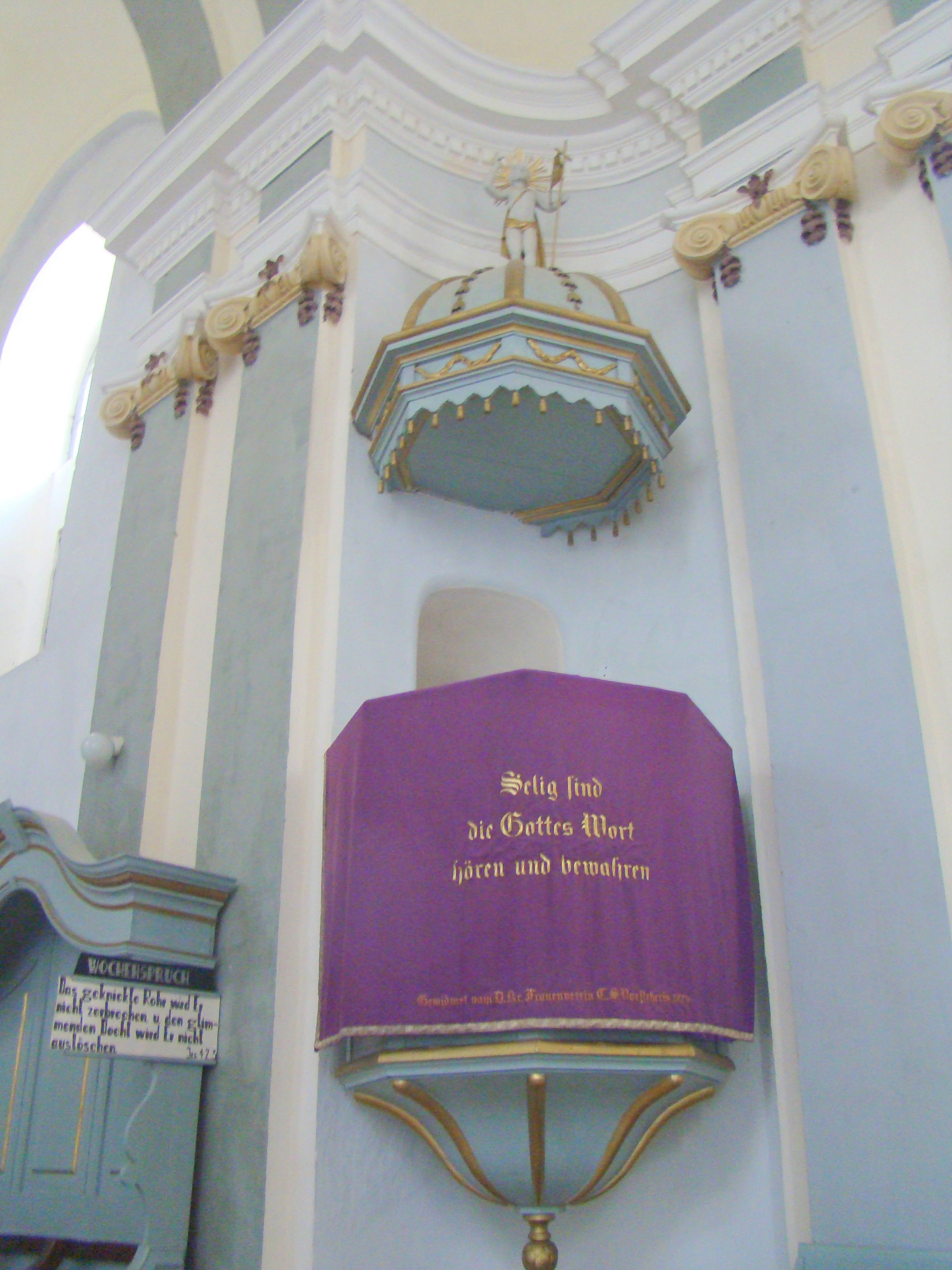
Biserica evanghelică (amvonul)
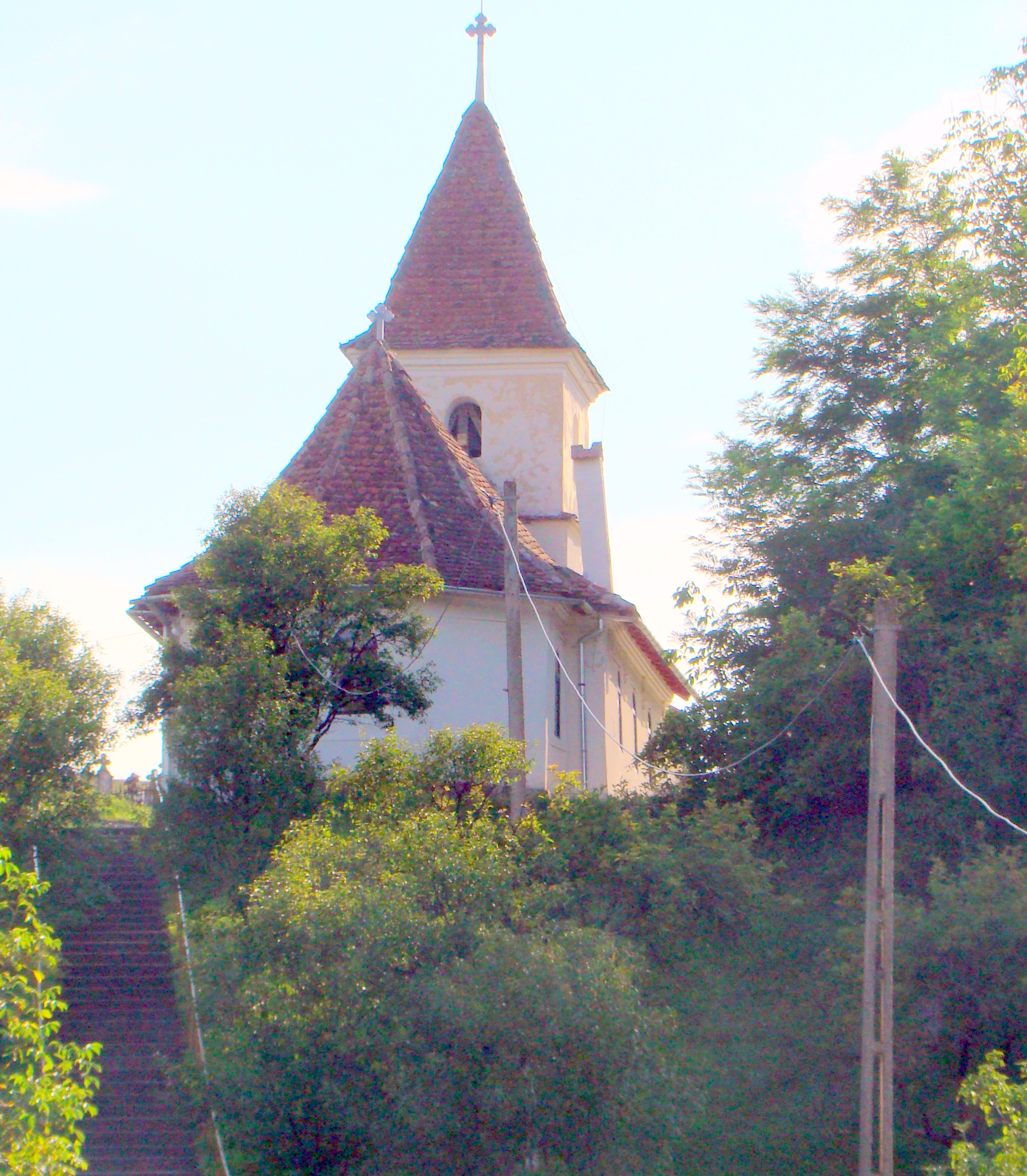
Biserica ortodoxă „Întâmpinarea Domnului”
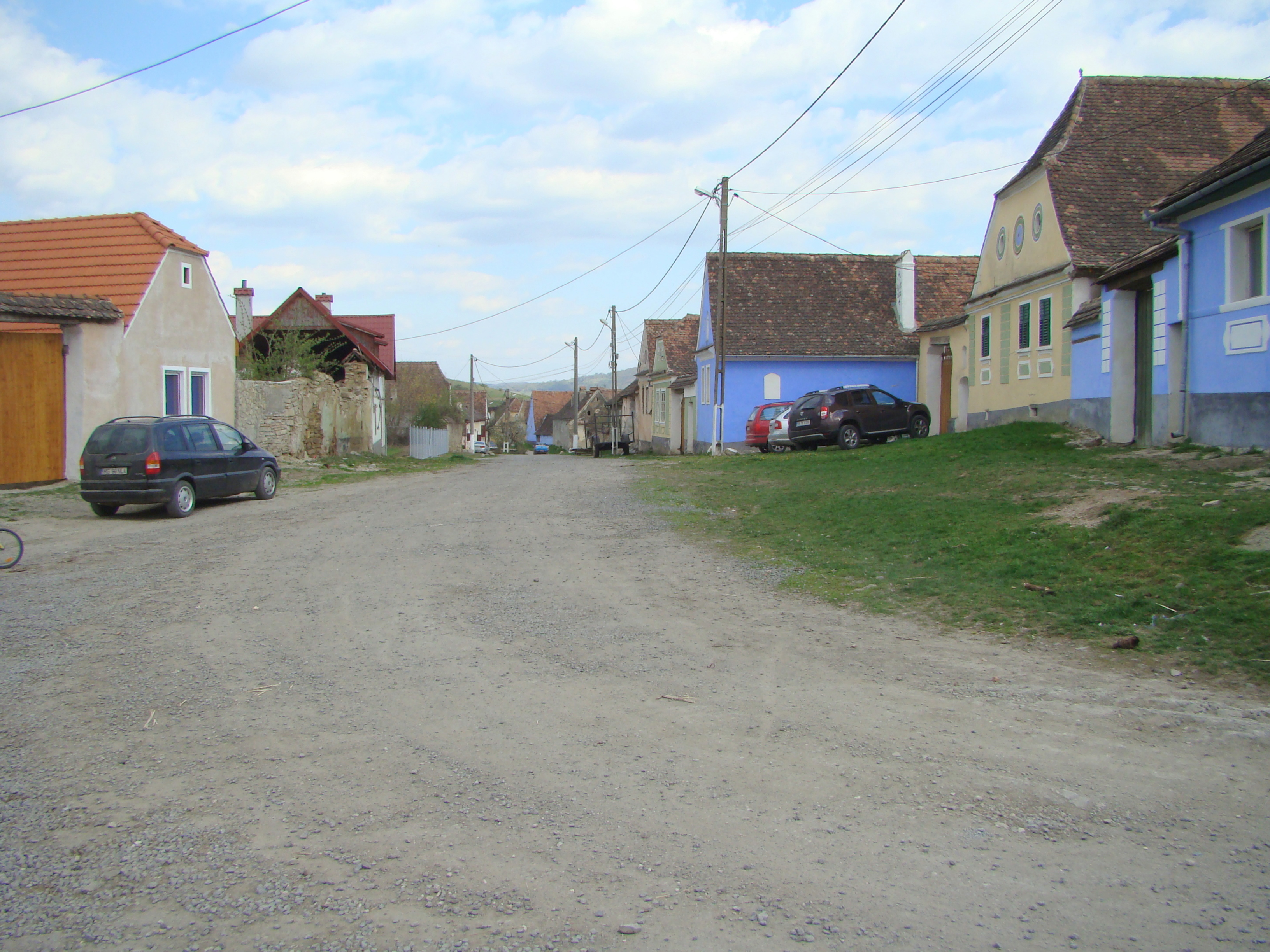
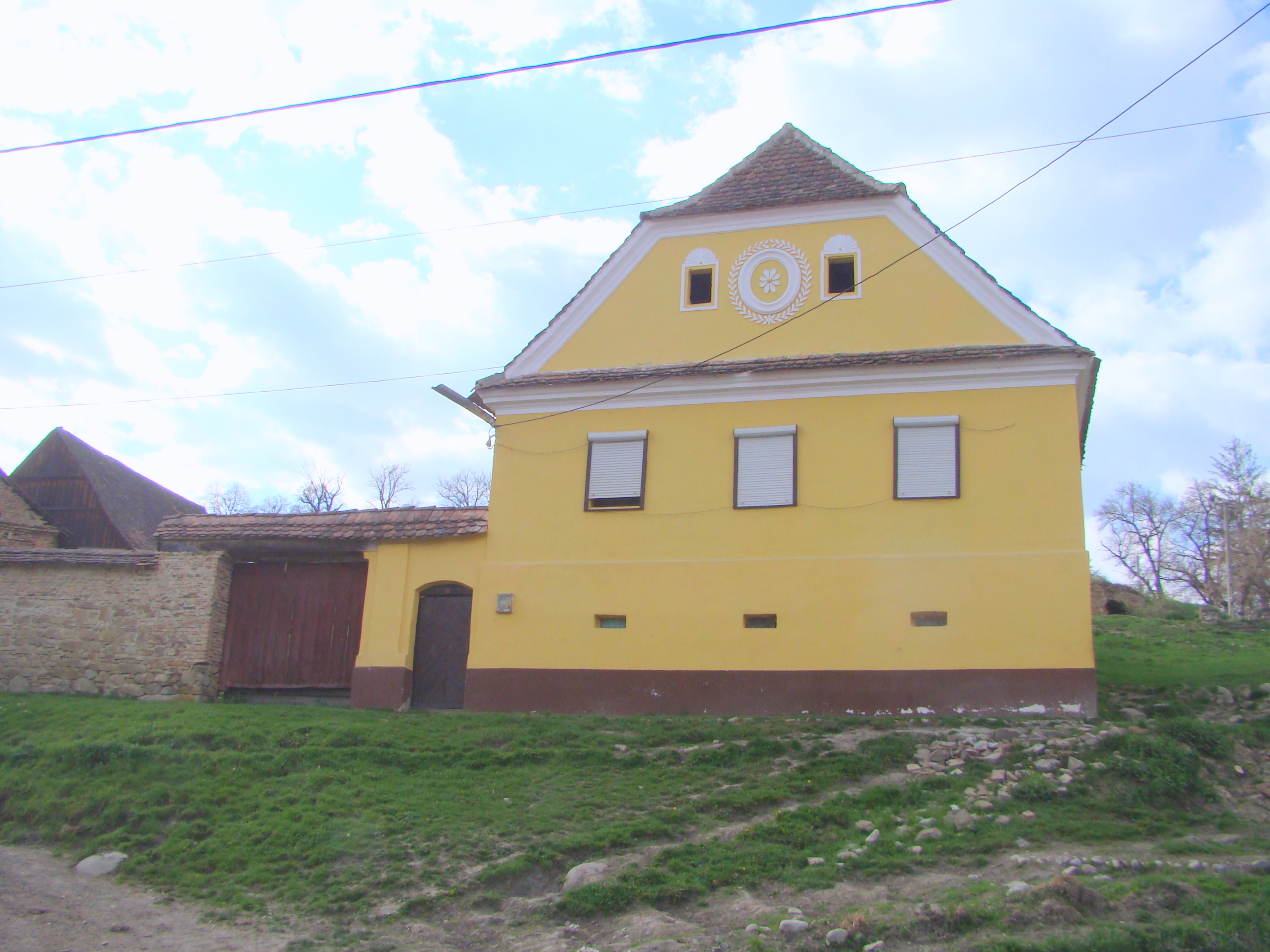
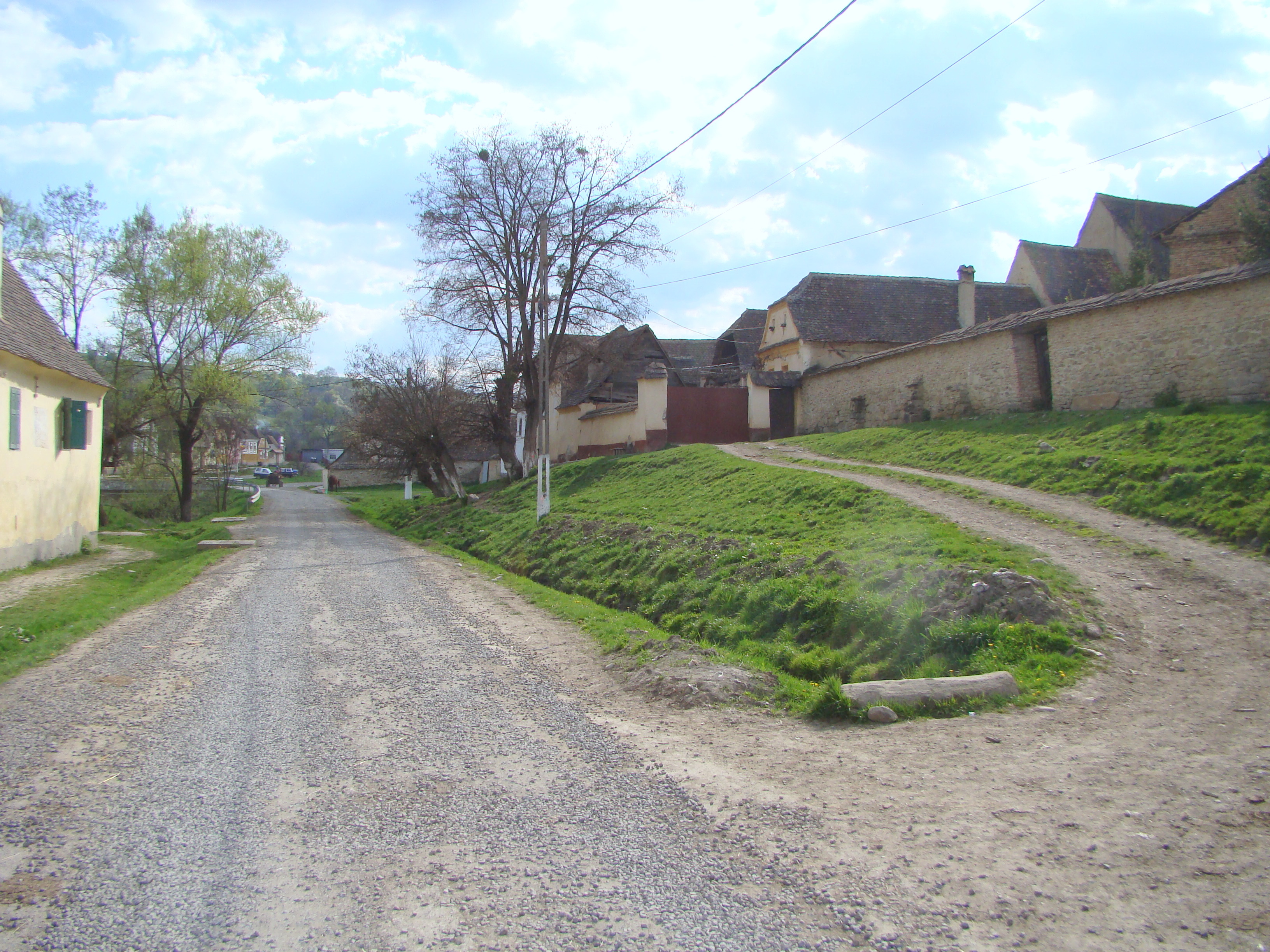

## Bibliogafie
- Fabritius-Dancu, Juliana (1983). „Criț”. Cetăți țărănești săsești. Sibiu: Revista Transilvania. Arhivat din original la 22 decembrie 2008.